# Willa „Danusia” w Szczawnicy
Willa „Danusia” w Szczawnicy – zabytkowa willa w Szczawnicy, przy placu Dietla 6, na stoku Bryjarki.
Dostęp do willi znajduje się od ulicy Języki, po drodze do sanatorium „Budowlani”.

## Historia
Willa została wybudowana w 1889 roku i została nazwana „Ukrainka”. Obok powstał bliźniaczy budynek: willa „Janina”. Oba domy należały do Walerego Eljasza-Radzikowskiego i jego syna Stanisława Eljasza-Radzikowskiego. Stanisław Eliasz-Radzikowski był architektem i projektantem, projektował w Szczawnicy m.in. neogotycki kościół pw. św. Wojciecha, Dworzec Gościnny oraz wille „Ukrainka” i „Janina”.
Stanisław sprzedał obie wille w 1909 roku. W „Janinie” mieszkał Jan Maniecki, zarządca uzdrowiska, po jego zakupieniu (również w 1909 roku) przez Adama Stadnickiego. Po pewnym czasie willa ta została rozebrana.

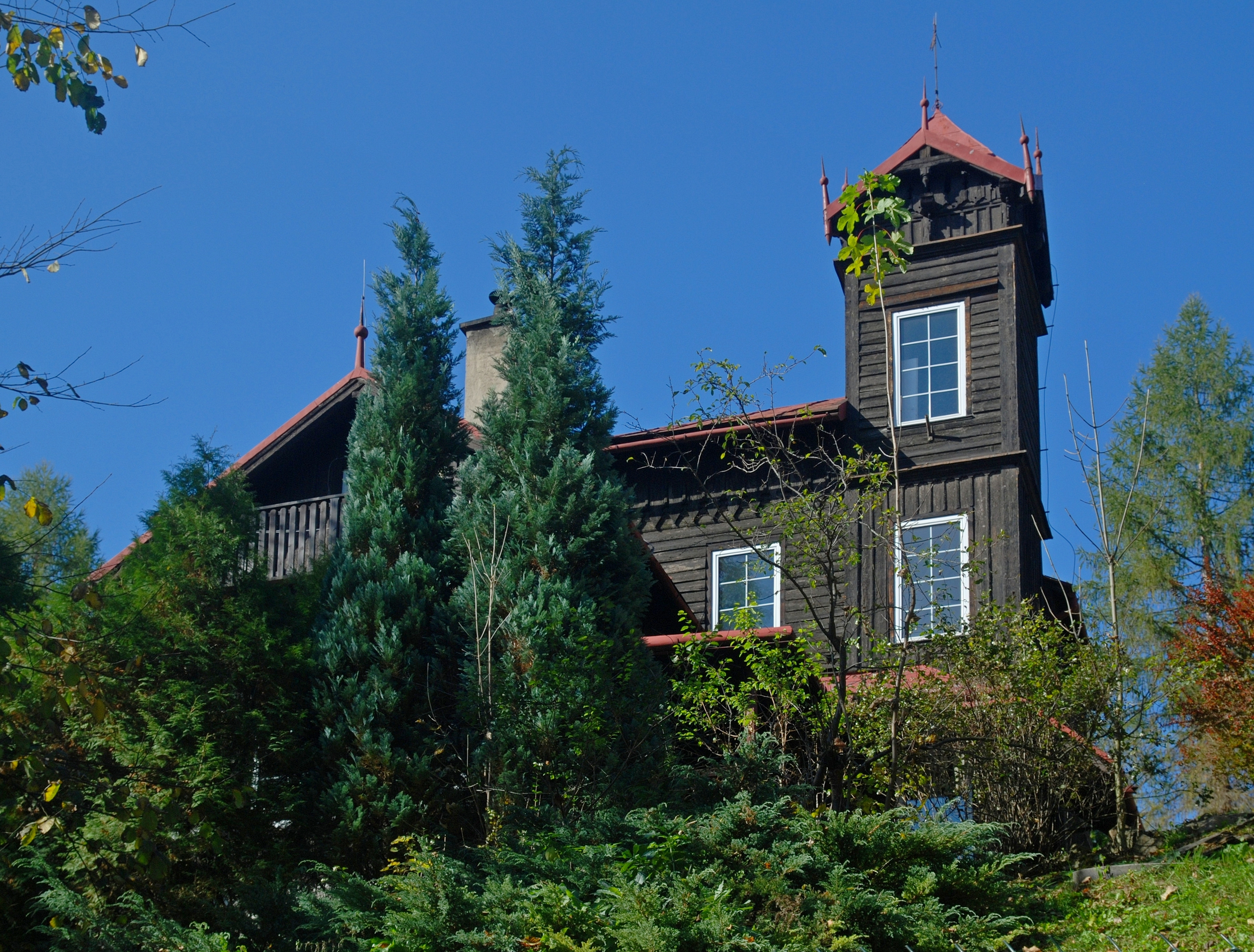
Widok od strony wschodniej
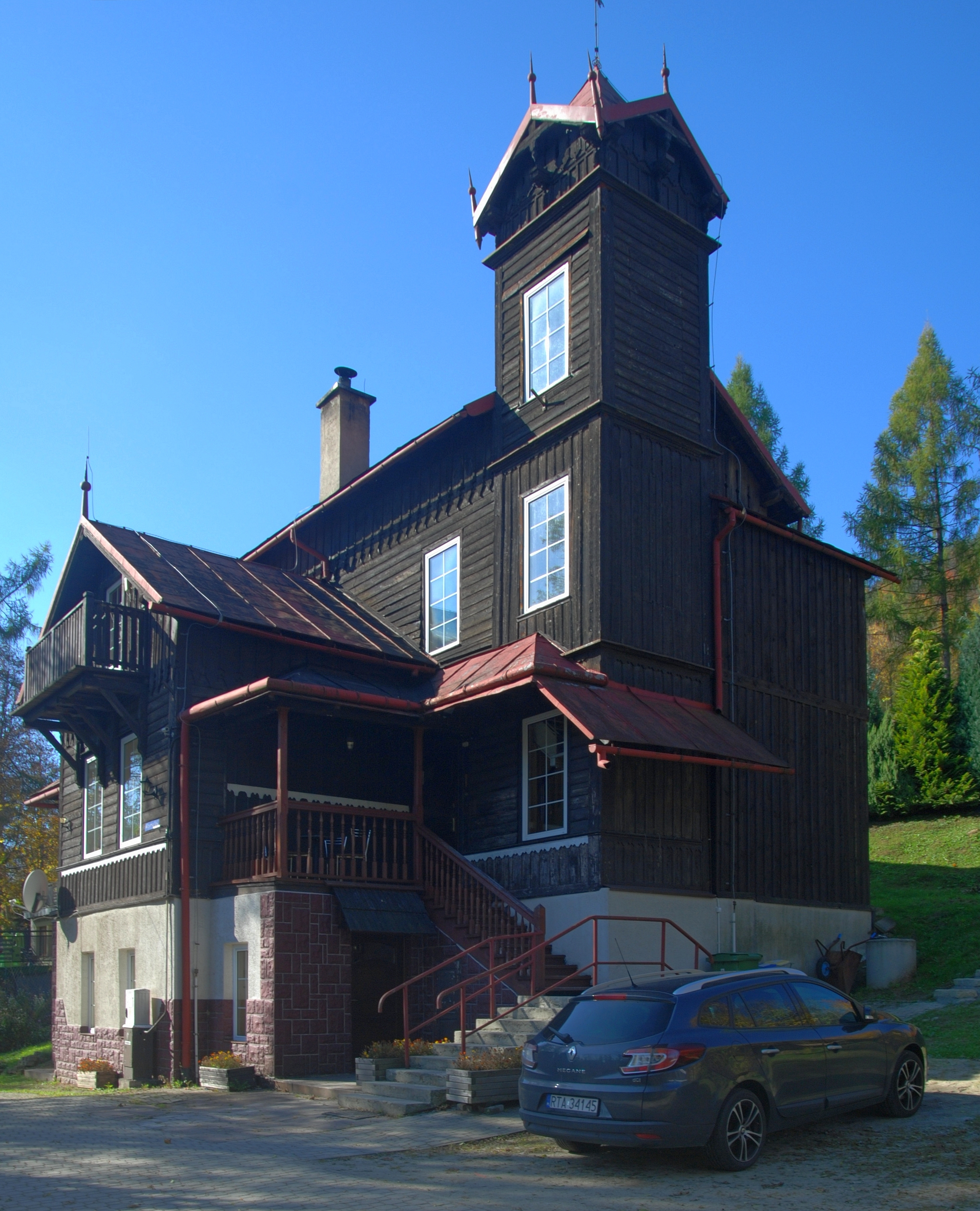
Widok od strony północnej

W „Ukraince” mieszkał m.in. inż. Karol Kozubski, pierwszy dyrektor szczawnickiej elektrowni, która powstała w 1932 roku. Willa służyła również na cele sanatoryjne i była znana z pięknego widoku na plac Dietla. Po II wojnie światowej zmieniono nazwę willi na „Danusia”. Została przejęta przez „Państwowe Przedsiębiorstwo Uzdrowisko Szczawnica”. Znajdowały się w niej mieszkania pracownicze.
Obecnie w wilii znajduje się hotel będący własnością Przedsiębiorstwa „Uzdrowisko Szczawnica” SA.